# Peribatodes subflavaria
Peribatodes subflavaria is een vlinder uit de familie spanners (Geometridae). De wetenschappelijke naam is voor het eerst geldig gepubliceerd in 1876 door Millière.
De soort komt voor in Europa.